# Jan Both

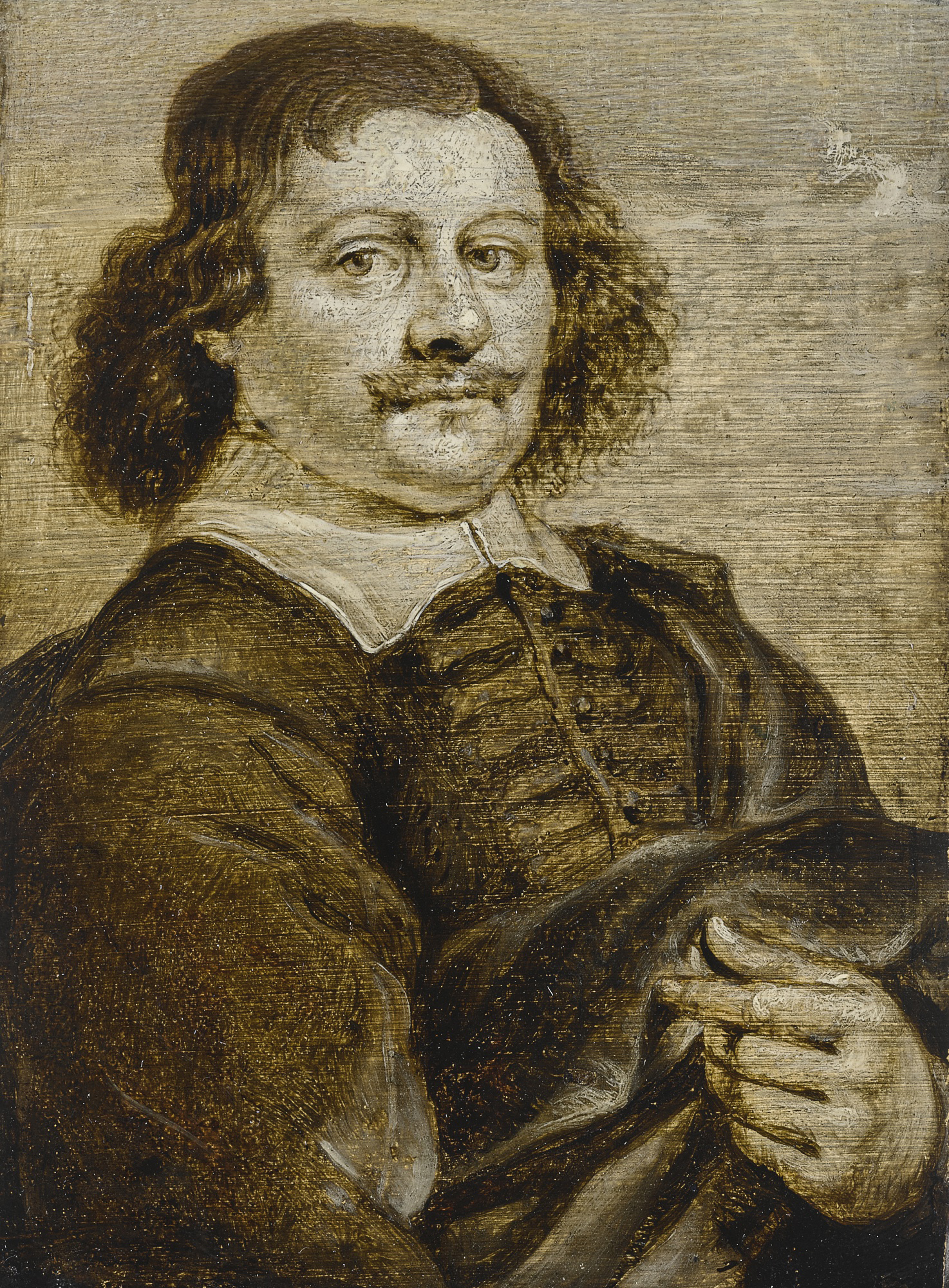
Jan Both (1668)

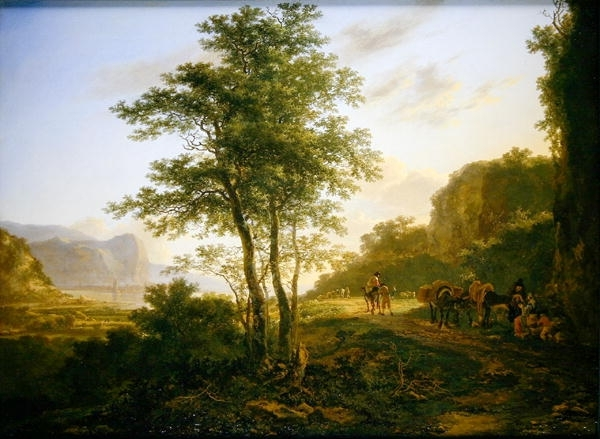
Jan Both, Italienische Landschaft mit Reisenden auf einem Weg. Öl auf Leinwand. Privatsammlung / Johnny Van Haeften Ltd., London / The Bridgeman Art Library [http://www.bridgeman-berlin.de/

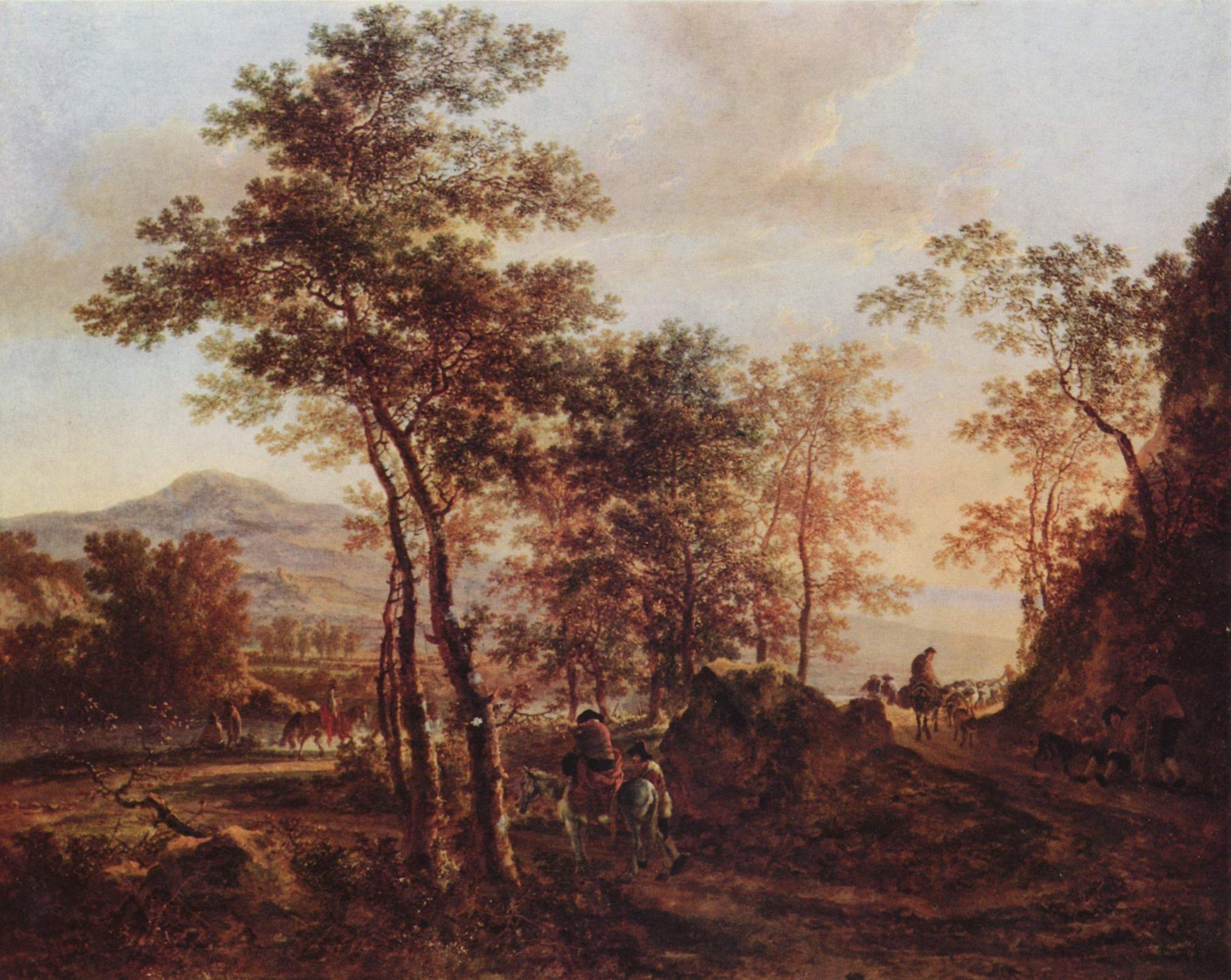
Abendlandschaft, 2. Viertel 17. Jahrhundert

Jan Both (* um 1618 in Utrecht; † August 1652 ebenda) war ein niederländischer Landschaftsmaler des frühen 17. Jahrhunderts. Er war einer der einflussreichsten Vertreter der sogenannten „Holländischen Italien-Fahrer“ (Dutch Italianates), meist junge, aufstrebende Maler der Niederlande, die vor allem im Verlauf des 17. Jahrhunderts überwiegend nach Rom gingen, um dort sowohl die Zeugnisse der Klassischen Antike als auch die Werke der Großen Meister Tizian, Raffael oder Michelangelo zu studieren. Dabei übten der Zauber der alten Ruinen in der hügeligen, sonnendurchfluteten Landschaft mit der üppigen, fremdartigen Vegetation einen besonderen Reiz auf sie aus. Vor allem das warme, goldene Licht der südländischen Metropole, so gegensätzlich zu dem eher grauen Licht der Heimat, faszinierte die jungen Nordländer.

## Leben
Schon während Jans erstem Studium der Malerei zwischen 1634 und 1637, wahrscheinlich bei Gerrit van Honthorst oder Abraham Bloemaert, zeigte sich seine frühe Entwicklung zum Landschaftsmaler, wohl auch unter dem Einfluss von Carel de Hooch († 1638), dessen realistische Landschaften eine wichtige Alternative zu den eher traditionellen Darstellungen von Cornelis van Poelenburch oder Bartholomeus Breenbergh bildeten und bei dem jungen, angehenden Künstler sicher einen bleibenden Eindruck hinterließen.
Zusammen mit seinem Bruder Andries, ebenfalls Maler, jedoch eher von Bauernszenen ähnlich denen Adriaen Brouwers, verließ Jan die Heimat und hielt sich von 1637/38 bis 1641 in Rom auf. Dort wurde er bald Mitglied der sogenannten „Bamboccianti“ (Mitarbeiter beziehungsweise Nachfolger aus dem Kreis Pieter van Laers, genannt il Bamboccio), arbeitete eng zusammen mit Claude Lorrain an zwei Serien großformatiger Landschaftsszenen (heute Madrid, Prado) und war unter anderem befreundet mit Herman van Swanevelt. Von ihnen übernahm Jan auch die Anordnung seiner Landschaften in diagonalen Linien, um eine größere Raumtiefe zu erzielen, und einte seine Kompositionen mit Hilfe jenes glühend-goldenen Lichts, das so charakteristisch für sein gesamtes späteres Œuvre wurde, zusammen mit einer naturalistischen Darstellungsweise auch der Details, die seine Bilder von denen seiner Malerkollegen deutlich unterschieden.
1641 verließen Jan und Andries Rom, um nach Utrecht zurückzukehren. Allerdings verstarb Andries bei einem Zwischenaufenthalt in Venedig durch ein Unglück. Zurück in Utrecht verlegte sich Jan Both ganz auf die realistische Darstellung „italienisierter“ Landschaften, die großenteils auf seinen römischen Studien und Zeichnungen basierten. Dabei bevölkerte Jan seine Szenen nicht, wie sonst meist üblich, mit mythologischen Gestalten, sondern mit realen Figuren wie Wanderern, Hirten oder Reitern.
Während seiner gesamten kurzen, aber bedeutsamen Karriere arbeitete Jan Both häufig auch mit anderen Künstlern zusammen. Neben dem bereits erwähnten Claude Lorrain waren dies vor allem Cornelis van Poelenburch, Jan Baptist Weenix, Pieter Saenredam und Nicholas Knüpfer. Die Wahl seiner Sujets und die beispielhafte Art der Komposition Jan Boths wurden von vielen Zeitgenossen bewundert und waren eine Hauptquelle der Inspiration für die dritte Generation der holländischen „Italienfahrer“, unter ihnen Willem de Heusch oder Frederik de Moucheron. Auch sein Zeichenstil wurde häufig kopiert, besonders originalgetreu von seinem Schüler Jan Hackaert. Auch solche Malerkollegen, die nicht in den Süden reisen konnten (oder wollten), beeinflusste Jan Boths Kunst oft nachhaltig. Am bekanntesten ist wohl seine Wirkung auf Aelbert Cuyp, der Jan Both wahrscheinlich auf seiner ersten großen Holland-Reise 1642 in Utrecht persönlich kennengelernt hat. Nach dieser Reise wandelte sich Aelbert Cuyps Darstellungsweise des Lichts eindeutig von einer eher gedämpften, ins Graue tendierenden Atmosphäre zu einer in südlich-goldenes Licht getauchten Szenerie in kräftigeren Farben.
Mit dieser einzigartigen Symbiose einer durch und durch holländischen Landschaft in einem mediterranen Licht schuf Cuyp einen ganz neuen, lange Zeit überaus geschätzten und oft kopierten Typus der Landschaftsmalerei. Auch die 'italienischen' Landschaften Jan Boths waren bis zur Mitte des 19. Jahrhunderts in der Kunstszene sehr bewundert und beliebt. Im Zuge der Rückbesinnung auf die ursprüngliche, naturgetreue Darstellung der holländischen Landschaft während des späten 19. und der ersten Hälfte des 20. Jahrhunderts jedoch fanden sie keine Beachtung mehr. Erst in den 1960er Jahren wurde Jan Both und seine Bedeutung für die holländische Landschaftsmalerei unter anderem durch eine Studie von M. R. Waddinghams wieder neu entdeckt.

## Werke
Bilder aus der Zeit des Rom-Aufenthaltes:
- Festivität vor der Spanischen Botschaft in Rom. ca. 1637. Stockholm, Kunstsammlung.
- Markt auf dem Campo Vaccino nach 1637. Rijksmuseum, Amsterdam.
- Morra-Spieler unterhalb des Campidoglio. nach 1637. Alte Pinakothek, München.

Bilder nach der Rückkehr in die Niederlande:
- Landschaft mit Reisenden. ca. 1640/41. Mauritshuis, Den Haag.
- Waldlandschaft mit Fluß. nach 1640. National Gallery, London.
- Felslandschaft mit Hirten und Maultieren nach 1640. National Gallery, London.
- Landschaft mit einem Zeichner. ca. 1650. Rijksmuseum Amsterdam.

Werke in Zusammenarbeit mit anderen Malern:
- mit Nicholas Knüpfer und Jan Baptist Weenix:
  - Landschaft mit Merkur und Argos. ca. 1650–51. Alte Pinakothek, München.
  - Die Sieben Werke der Barmherzigkeit. ca. 1651. Kassel, Staatliche Kunstsammlungen Schloß Wilhelmshöhe[1].
- mit Cornelis van Poelenburch:
  - Landschaft mit dem Urteil des Paris. ca. 1651. National Gallery London.